# Edward Saski
Edward Józef Saski (ur. 23 września 1882 w Rydze, zm. wiosną 1940 w Charkowie) – pułkownik audytor Wojska Polskiego, działacz niepodległościowy, ofiara zbrodni katyńskiej.

## Życiorys
Syn Edwarda Karola h. Sas i Eufemii Marii z Pohlów (1848–1932) urodzony 23 września 1882 w Rydze. Był bratem Kazimierza Adama (1886–1979), architekta, urbanisty. Ukończył ośmioklasowe gimnazjum filologiczne z maturą w Rydze.
13 października 1905 wstąpił jako wolontariusz do 38 pułku dragonów. 23 stycznia 1906 został mianowany gefrajtrem, a 14 czerwca tego roku młodszym podoficerem. 16 października 1906 został zwolniony do rezerwy, a 15 listopada tego roku mianowany chorążym rezerwy. W 1911 ukończył studia na Wydziale Prawa Imperatorskiego Uniwersytetu Noworosyjskiego w Odessie z egzaminem dyplomowym według I kategorii i egzaminem na starszego kandydata do posad sądowych.
30 lipca 1914 został zmobilizowany do armii rosyjskiej i przydzielony do rezerwy oficerów przy sztabie Frontu Północno-Zachodniego. Od 11 sierpnia 1914 służył w 21 korpuśnym oddziale lotniczym na stanowisku adiutanta. 30 października 1917 awansował na podporucznika rezerwy jazdy. Następnie w I Korpusie Polskim w Rosji.
18 maja 1919 został przyjęty do Wojska Polskiego z zatwierdzeniem stopnia majora Korpusu Sądowego. 26 maja tego roku minister spraw wojskowych powierzył mu pełnienie obowiązków prokuratora przy Sądzie Wojskowym Okręgu Generalnego w Kielcach. 6 sierpnia 1919 minister spraw wojskowych rozkazał mu czasowo pełnić obowiązki referenta prawnego przy Dowództwie Okręgu Generalnego „Kielce” łącznie z obowiązkami prokuratora wojskowego. 29 listopada 1919 minister spraw wojskowych powierzył obowiązki prokuratora wojskowego przy Sądzie Wojskowym Okręgu Generalnego Łódź. 6 sierpnia 1920 został zatwierdzony z dniem 1 kwietnia 1920 w stopniu majora, w Korpusie Sądowym, w grupie oficerów byłych Korpusów Wschodnich i byłej armii rosyjskiej. Od 20 czerwca do 3 września 1920 obowiązki prokuratora łączył z czasowym pełnieniem obowiązków kierownika Wydziału VI Prawnego Sztabu Dowództwa Okręgu Generalnego Łódź. 26 marca 1921 został zatwierdzony z dniem 1 kwietnia 1920 w stopniu podpułkownika Korpusu Sądowego, w grupie oficerów byłych Korpusów Wschodnich i byłej armii rosyjskiej. 26 stycznia 1922 Naczelny Wódz mianował go prokuratorem przy wojskowych sądach okręgowych.
3 maja 1922 został zweryfikowany w stopniu pułkownika ze starszeństwem z dniem 1 czerwca 1919 i 30. lokatą w korpusie oficerów sądowych. Z dniem 15 lutego 1925 został odkomenderowany z Prokuratury Wojskowego Sądu Okręgowego Nr IV w Łodzi do Prokuratury przy Najwyższym Sądzie Wojskowym na okres trzech miesięcy. Z dniem 15 grudnia 1925 został przeniesiony do Departamentu Sprawiedliwości Ministerstwa Spraw Wojskowych w Warszawie na stanowisko szefa Wydziału III Spraw Karnych i Nadzoru Prokuratorskiego. 24 kwietnia 1929 Prezydent RP mianował go sędzią Najwyższego Sądu Wojskowego, a minister spraw wojskowych przeniósł z Departamentu Sprawiedliwości MSWojsk. do Najwyższego Sądu Wojskowego w Warszawie na stanowisko sędziego. Z dniem 30 czerwca 1934 został przeniesiony w stan spoczynku.
W czasie kampanii wrześniowej 1939 po agresji ZSRR na Polskę w nieznanych okolicznościach dostał się do niewoli sowieckiej. Wiosną 1940 został zamordowany w Charkowie przez funkcjonariuszy NKWD i pogrzebany potajemnie w bezimiennej mogile zbiorowej w Piatichatkach, gdzie od 17 czerwca 2000 mieści się oficjalnie Cmentarz Ofiar Totalitaryzmu w Charkowie. Figuruje na tzw. liście Gajdideja (poz. 2977). Jego symboliczny grób znajduje się na cmentarzu Powązkowskim w Warszawie (kwatera 84-2-21).
Postanowieniem nr 112-48-07 Prezydenta Rzeczypospolitej Polskiej Lecha Kaczyńskiego z 5 października 2007 został awansowany pośmiertnie do stopnia generała brygady. Awans został ogłoszony 9 listopada 2007 w Warszawie, w trakcie uroczystości „Katyń Pamiętamy – Uczcijmy Pamięć Bohaterów”.
Pułkownik Saski był dwukrotnie żonaty: po raz pierwszy z Jadwigą z Jurczewskich (zm. 11 października 1932 w Milanówku), z którą miał córkę Janinę Marię (1916–1991), po raz drugi z Michaliną Józefą Franciszką Skulską.

## Ordery i odznaczenia
- Złoty Krzyż Zasługi po raz drugi – 7 czerwca 1939 „za zasługi na polu pracy społecznej”[30]
- Złoty Krzyż Zasługi po raz pierwszy – 24 maja 1929 „za zasługi na polu sądownictwa wojskowego”[31]
- Medal Niepodległości – 23 grudnia 1933 „za pracę w dziele odzyskania niepodległości”[32]
- Medal Pamiątkowy za Wojnę 1918–1921 – 1928[33]
- Medal Dziesięciolecia Odzyskanej Niepodległości – 1928[33]
- Medal Zwycięstwa („Médaille Interalliée”) – 20 kwietnia 1925[34][35]

W czasie służby w armii rosyjskiej otrzymał:
- Order Świętej Anny II klasy
- Order Świętego Stanisława III klasy
- Order Świętej Anny III klasy
- Order Świętego Stanisława III stopnia